# Armada de la República de Corea
La Armada de la República de Corea (en hangul, 대한민국 해군; en hanja, 大韓民國 海軍; romanización revisada, Daehanminguk Haegun), es la rama de las Fuerzas Armadas de Corea del Sur, responsable de la realización de las operaciones navales y de desembarco anfibio. También incluye la Infantería de Marina de la República de Corea, que es una organización cuasi-autónoma. La Armada es la rama más antigua de las fuerzas armadas de Corea del Sur, y celebró su 65 aniversario en 2010.
Desde la guerra de Corea, la Marina de Corea del Sur ha concentrado sus esfuerzos en construir las fuerzas navales para contrarrestar a la Armada de Corea del Norte, que tiene capacidades navales de litoral. Como la economía de Corea del Sur creció, la Marina fue capaz de construir flotas más grandes y mejor equipadas para "disuadir la agresión, para proteger los derechos marítimos nacionales y apoyar la política exterior de la nación". Como parte de su misión, se ha comprometido en varias operaciones de paz desde el comienzo del siglo XXI.
La Armada de Corea del Sur tiene cerca de 68 000 efectivos, incluyendo 27 000 marines (a partir de 2010). Además tiene alrededor de 170 embarcaciones activas (con un desplazamiento total de alrededor de 181 000 toneladas
), entre ellos unos 20 destructores y fragatas, 12 submarinos, 100 corbetas y naves de ataque rápido. La fuerza de aviación naval se compone de alrededor de 70 aeronaves de ala fija y de ala giratoria. El Cuerpo de Marines cuenta con unos 400 vehículos de orugas, incluyendo artillería autopropulsada.
La Marina de Corea del Sur aspira a convertirse en una Armada con flota de alta mar para el año 2020.